# Syllitus tuberculatus
Syllitus tuberculatus là một loài bọ cánh cứng trong họ Cerambycidae.